# Nikołaj Basisty
Nikołaj Jefriemowicz Basisty (ros. Николай Ефремович Басистый, ur. 10 maja?/22 maja 1898 we wsi Jurjewka, obecnie w obwodzie odeskim, zm. 20 października 1971 w Moskwie) – radziecki admirał, uczestnik II wojny światowej.

## Życiorys
Od 1915 służył we Flocie Czarnomorskiej, po rewolucji październikowej przeszedł na stronę czerwonych, brał udział w wojnie domowej, w 1922 został politrukiem Floty Czarnomorskiej. Od 1931 do 1936 był politrukiem Floty Oceanu Spokojnego, w 1937 był radzieckim doradcą wojskowym floty republikańskiej w Hiszpanii. Podczas wojny z Niemcami był oficerem Floty Czarnomorskiej, od listopada 1944 do listopada 1948 był szefem sztabu, następnie do sierpnia 1951 dowódcą Floty Czarnomorskiej, później I zastępcą ministra marynarki wojennej. Od maja 1953 do listopada 1956 był I zastępcą, potem zastępcą głównodowodzącego Marynarką Wojenną ZSRR, od czerwca 1958 do września 1960 był w składzie Grupy Generalnych Inspektorów Ministerstwa Obrony ZSRR, po czym zakończył służbę wojskową. Pełnił mandat deputowanego do Rady Najwyższej ZSRR 3 i 4 kadencji, a 1952-1956 był zastępcą członka KC KPZR. W 1970 opublikował wspomnienia Morie i bierieg. Pochowany na Cmentarzu Nowodziewiczym w Moskwie.

## Odznaczenia
- Order Lenina (dwukrotnie)
- Order Czerwonego Sztandaru (czterokrotnie)
- Order Kutuzowa II klasy
- Order Uszakowa II klasy

i medale.